# Coro per resistencia
Der coro per resistencia ist ein gemischter Kammerchor, der in Nürtingen beheimatet ist. Der Chor verdankt seine Gründung einer Konzertreihe des Nürtinger Max-Planck-Gymnasiums zugunsten des Sozialzentrums Resistencia in Argentinien. 1981 trat der Chor im Rahmen eines solchen Konzertes erstmals auf.
Der coro per resistencia widmete sich in den Anfangsjahren vor allem der Chorliteratur des griechischen Komponisten Mikis Theodorakis. In einem Großteil der Projekte wurde versucht, kulturelles, musikalisches und gesellschaftliches Engagement zu verknüpfen. So entstanden beispielsweise Konzerte zum Gedenken an die Novemberpogrome 1938 oder das Kriegsende. Hervorzuheben ist in diesem Zusammenhang auch eine Konzertreise durch die Volksrepublik Polen im Herbst 1989 zum Gedenken an deutschen Überfall auf Polen vor 50 Jahren mit Rundfunk- und Fernsehauftritten.
1993 vertrat der Chor die Bundesrepublik bei einem internationalen Chortreffen im südfranzösischen Montpellier mit Chören aus Frankreich, Spanien, Italien und Deutschland. 1997 wurde der coro per resistencia vom Süddeutschen Rundfunk zu einer Gesamtaufnahme des Liedzykluses „Mauthausen“ von Mikis Theodorakis eingeladen. 2000 führte der Chor erstmals den „Canto General“ von Mikis Theodorakis komplett auf. Weiter Programm Höhepunkte waren Aufführungen von Michael Tippetts „Child of our time“ oder Duke Ellingtons „Sacred concert“, zuletzt aufgeführt im Februar 2013.
Der coro per resistencia verbindet mit diesen Programmen musikalische und gesellschaftspolitische Aspekte. Dabei werden auch immer wieder wenig bekannte Werke der Musikliteratur „ausgegraben“ oder entstehen interessante und ungewöhnliche Projekte wie 2007 die „RevueMenue“. In den letzten Jahren entstanden Konzertprogramme mit Werken von Komponistinnen, skandinavischer oder brasilianischer Chormusik.
Gelegentlich bringt der coro per resistencia auch szenische Werke zur Aufführung, sowohl in eigener Produktion (Purcell: Dido und Aeneas, 1987) als auch im Rahmen des Opern-Air-Festival Nürtingen (Purcell: The Fairy Queen, 1999; Händel: Semele, 2013).
Von 1981 bis 2010 wurde der coro per resistencia vom Stuttgarter Kirchenmusiker Peter Lauterbach geleitet, im September 2010 übernahm der Stuttgarter Dirigent Felix Schuler-Meybier die Leitung des Chores, im April 2015 Fabian Wöhrle.

## Repertoire (Auswahl)
- Mikis Theodorakis: Axion esti, Canto General, Liturgie, Mauthausen, Epiphania
- Michael Tippett: A Child of our Time
- Duke Ellington: Sacred Concert
- Kurt Weill: Das Berliner Requiem, Der Jasager, Mahagonny
- Hanns Eisler: Gegen den Krieg, Chorlieder
- Sergei Wassiljewitsch Rachmaninow: Das Große Abend- und Morgenlob
- César Geoffray: Salut au monde
- Francis Poulenc: Gloria
- Gabriel Fauré: Requiem
- Ralph Vaughan Williams: Hodie

A-cappella-Programme (Auswahl)
- Unerhört! – Frauen komponieren (Musik von Komponistinnen aus fünf Jahrhunderten)
- Cantemos (Brasilianische Chormusik)
- Nordlichter (Skandinavische Chormusik)